# Esofagograma
Esofagograma é um procedimento radiológico comum para o exame da faringe e do esôfago, utilizando um contraste radiopaco. Ocasionalmente, um contraste negativo ou radiotransparente pode ser usado.
É um exame contrastado que observa todo o esôfago proximal, medial e distal. Estuda também a faringe e a parte proximal do sistema digestivo. O contraste radiopaco utilizado é o bário e o objetivo maior do exame é estudar radiograficamente a forma e a função da deglutição na faringe e no esôfago.